# Coccidiphila danilevskyi
Coccidiphila danilevskyi ist ein Schmetterling (Nachtfalter) aus der Familie der Prachtfalter (Cosmopterigidae).

## Merkmale
Die Falter erreichen eine Flügelspannweite von 7 bis 10 Millimeter. Coccidiphila danilevskyi ähnelt Coccidiphila ledereriella, unterscheidet sich von dieser Art aber durch die intensivere ockerfarbene oder rötlich ockerfarbene Grundfärbung. Eine sichere Bestimmung ist nur durch eine Genitaluntersuchung möglich.
Die Genitalarmatur der Männchen ähnelt der von Coccidiphila ledereriella. Das rechte Brachium ist aber länger als das Tegumen. Die Valven sind schmaler. Der Cucullus ist weniger stark geweitet mehr spatelförmig. Die Valvellae sind leicht nach oben gekrümmt, das distale Drittel ist scharf geknickt. Der Aedeagus hat auf der linken Apexseite eine dreieckige Vorstülpung.
Die Genitalarmatur der Weibchen ähnelt Coccidiphila ledereriella, unterscheidet sich aber durch das kleinere ovale Ostium. Das Sterigma hat eine breitere horizontale Leiste und hinten einen nahezu quadratischen Lobus. Die Kammstrukturen des Ductus bursae sind kleiner und weniger dicht.

## Verbreitung
Coccidiphila danilevskyi ist in Südfrankreich (einschließlich Korsika), Spanien, Portugal, Marokko, und Tunesien verbreitet.

## Biologie
Die Biologie der Art ist unbekannt. Die Falter wurden von Mai bis September gefangen. In Nordafrika fliegen sie auch im Februar (Marokko) und von September bis Oktober (Tunesien). Die Art bildet vermutlich zwei Generationen.

## Systematik
Es sind folgende Synonyme bekannt:
- Coccidiphila danilevskyi Sinev, 1997
- Coccidiphila ledereriella auctt., (nec Zeller, 1850), Fehlbestimmung

## Belege
1. 1 2 3 4 5 6  J. C. Koster, S. Yu. Sinev: Momphidae, Batrachedridae, Stathmopodidae, Agonoxenidae, Cosmopterigidae, Chrysopeleiidae. In: P. Huemer, O. Karsholt, L. Lyneborg (Hrsg.): Microlepidoptera of Europe. 1. Auflage. Band 5. Apollo Books, Stenstrup 2003, ISBN 87-88757-66-8, S. 135 (englisch).
2. 1 2  Coccidiphila danilevskyi bei Fauna Europaea. Abgerufen am 1. Februar 2012